# Huis te Bennebroek
Het Huis te Bennebroek was een buitenplaats en de woning van de ambachtsheren of -vrouwen van de ambachtsheerlijkheid Bennebroek. De woning werd in 1657 in gebruik genomen door de eerste ambachtsheer Adriaan Pauw jr. In 1950 verloor het huis zijn functie als woonhuis voor de ambachtsheren of -vrouwen van het ambacht. In 1973 zijn de laatste restanten van het huis afgebroken.

## Geschiedenis
In 1605 was het terrein waar het Huis te Bennebroek stond eigendom van de bleker Olivier Hubertsz Trompetter. Hij had op dit terrein zijn linnenblekerij Duinlust. In 1639 werd het terrein verkocht aan Pieter Longespee. Bij de verkoop was de blekerij al verdwenen. Longspee noemde zijn bezit voor 1651 Dijnwijck
In 1653 werd Adriaan Pauw jr. de eerste ambachtsheer van Bennebroek. Hij liet een groot huis bouwen op de hoek van de Meerweg en de Schoollaan. Hij heeft daar maar kort gewoond, want in 1657 kocht hij de hofstede Duinwijck. In 1659 liet hij een ontwerp maken door Floris Gerritsz. Trompert voor de verbouwing van de hofstede, deze werd toen in oostelijke richting uitgebreid. In 1679 kocht Pauw nog terrein bij om een langwerpige vijver met een vrije zichtlaan richting het Haarlemmermeer aan te laten leggen.
In 1785 werd de buitenplaats uitgebreid door aankoop van de hofstede Zwartsenburg. En in de loop van de 18e eeuw werd het huis steeds vaker aangeduid onder de naam, Huis te Bennebroek.
Tussen 1860 en 1864 liet Gerrit Willink het huis ingrijpend verbouwd naar ontwerp van de Haagse architect Elias Saraber. Tevens werd er een poortgebouw met een daarbij behorende oranjerie.
In de 19e eeuw werd tevens de tuin en de vijver in Engelse landschapsstijl heraangelegd door de Haarlemse architecten Jan David Zocher en Louis Paul Zocher. Hierbij kreeg de vijver een meer slingerend verloop en werd de Binnenweg verlegd om plaats te maken voor een romantisch weiland dat paste in de landschapsstijl van die tijd. Ook werd er een gietijzeren uitkijktoren gebouwd op de heuvel nabij de buurtschap de Dageraad.
In 1950 stierf de laatste ambachtsvrouwe van Bennebroek. De buitenplaats werd nagelaten aan de Nederlandse Hervormde Kerk die er een 'Protestants Christelijk tehuis voor ouden van dagen uit den gegoeden stand' van moest maken. Het huis werd tussen 1951 en 1953 verbouwd tot rusthuis. In 1973 werd het huis afgebroken en vervangen door grootschalige nieuwbouw in de vorm van serviceflats naar ontwerp van architectenbureau H.N. van der Wijk, die dezelfde naam kregen als het oorspronkelijk Huis te Bennebroek.
Het park rond het voormalig huis is vrij toegankelijk en verkeert vrijwel nog in oorspronkelijke staat.